# Толедот Йешу
Толедот Йешу (на иврит: תולדות ישו, също и Сефер Толедот Йешу) е средновековен еврейски текст, пародиращ християнските евангелия. Той описва Иисус като незаконно дете, практикуващ магия и ереси и прелюбодеец, завършил живота си с позорна смърт.
Датировката не „Толедот Йешу“ е спорна, като някои пасажи говорят за християнски практики, проявили се след IV век.. Най-ранният пласт от текста на „Толедот Йешу“ вероятно е съставен на арамейски, като са запазени варианти на иврит и по-късни версии на юдео-персийски, арабски, идиш и ладино „Толедот Йешу“ става известен на християните в края на XIII век, когато е преведен на латински от каталонския доминиканец Рамон Марти.